# U nang Bartholin
U nang Bartholin xảy ra khi tuyến Bartholin, nằm trong môi âm đạo, bị tắc nghẽn. Các u nang nhỏ có thể dẫn đến một vài triệu chứng.  U nang lớn có thể dẫn đến sưng một bên của âm đạo, và đau khi quan hệ tình dục hoặc đi bộ.  Nếu u nang bị nhiễm trùng, áp xe sẽ xảy ra. Chúng thường có màu đỏ và rất đau.
Nguyên nhân thường không rõ ràng. Khi bị áp xe, nhiễm trùng do vi khuẩn đã xảy ra, nhưng nó thường không phải là bệnh lây truyền qua đường tình dục (STI). Hiếm khi lậu có thể liên quan. Chẩn đoán thường dựa trên các triệu chứng và kiểm tra.  Ở những người trên 40 tuổi, sinh thiết mô được khuyến cáo để loại trừ ung thư.
Nếu không có triệu chứng, thường không cần điều trị. Ở những người có triệu chứng, đặt ống dẫn lưu được khuyến khích.  Phương pháp được ưa thích là đặt ống thông Word trong bốn tuần, vì tái phát sau khi rạch và dẫn lưu đơn giản là rất phổ biến. Một thủ tục phẫu thuật được gọi là marsupialization có thể được sử dụng hoặc, nếu các vấn đề vẫn tồn tại, toàn bộ tuyến Bartholin có thể được cắt bỏ.  Phẫu thuật cắt bỏ đôi khi được khuyến cáo ở những người trên 40 tuổi để đảm bảo không có ung thư.  Kháng sinh thường là không cần thiết.
U nang Bartholin ảnh hưởng đến khoảng hai phần trăm phụ nữ tại một số thời điểm trong cuộc sống của họ. Chúng thường xảy ra nhất trong những năm sinh nở.  Bệnh được đặt theo tên của Caspar Bartholin, người đã mô tả chính xác các tuyến này vào năm 1677. Cơ chế cơ bản của bệnh được Buford Word xác định vào năm 1967.

## Dấu hiệu và triệu chứng
Hầu hết các u nang của tuyến Bartholin không gây ra bất kỳ triệu chứng nào, mặc dù một số có thể gây đau khi đi lại, ngồi, hoặc quan hệ tình dục. Chúng thường nằm trong khoảng từ 1 đến 4   cm, và được đặt ở vị trí trung gian của môi nhỏ. Hầu hết các u nang Bartholin chỉ ảnh hưởng đến bên trái hoặc bên phải (đơn phương). U nang nhỏ thường không đau, nhưng u nang rất lớn có thể gây đau đáng kể.